# Don't Let Me Be Lonely Tonight
Don't Let Me Be Lonely Tonight è un singolo del cantautore statunitense James Taylor, pubblicato nel 1972 ed estratto dall'album One Man Dog.

## Tracce
- 7"

1. Don't Let Me Be Lonely Tonight
2. Woh, Don't You Know

## Cover
Tra gli artisti o i gruppi che hanno interpretato il brano come cover vi sono Johnny Mathis (1973), Liza Minnelli (1973), The Isley Brothers (1973), Isaac Hayes (1978), Oleta Adams (1992), Michael Brecker (2001), Eric Clapton (2001), Joe Cocker (2005) e Garth Brooks (2013).